# Piri Reis
Piri Reis (nume complet Hadji Muhiddin Piri Ibn Hadji Mehmed, reis/rais înseamnă căpitan în limba arabă) (circa 1465-1554 sau 1555) a fost un căpitan apoi amiral turc-otoman, geograf și cartograf născut între 1465 și 1470 în Gallipoli pe coasta Mării Egee a Turciei. 
El este cunoscut în primul rând azi pentru hărțile și diagramele adunate în lucrarea Kitab-i lui Bahriye (Carte de navigație), o carte care conține informații detaliate cu privire la navigație, precum și diagramele extrem de precise care descriu porturile și orașele importante ale Mării Mediterane. Cel mai renumit este pentru harta lui Piri Reis.